# Ретикулярная ткань
Ретикуля́рная ткань (лат. textus reticularis) — особая форма соединительной ткани, состоящая из так называемых ретикулярных волокон и формирующих их ретикулярных клеток. Ретикулярная ткань образует строму кроветворных органов и формирует микроокружение для клеток крови, формирующихся в них, однако обнаруживается и в органах, не связанных с кроветворением.

## Строение
Ретикулярная ткань устроена как трёхмерная сеть, образованная стыкующимися ретикулярными фибробластоподобными клетками, большинство из которых связаны с ретикулярными волокнами и окружают их своей цитоплазмой. Благодаря отростчатой форме ретикулярные клетки выполняют механическую функцию. Они также секретируют компоненты основного вещества ретикулярной ткани — преколлаген, гликозаминогликаны, проэластин, микрофибриллярный белок.
Ретикулярные волокна достигают 0,5—2 мкм в диаметре и синтезируются ретикулярными клетками. Ретикулярные волокна содержат коллаген III типа и некоторых других типов, гликопротеины и протеогликаны. Они устойчивы к действию слабых кислот и щелочей, а также трипсина. Ретикулярные волокна являются аргирофильными, поскольку они выявляются при импрегнации солями серебра, которыми окрашиваются в чёрный цвет (при окрашивании гематоксилином и эозином они не видны). Аргирофильность ретикулярных волокон обусловлена с высоким содержанием углеводных цепей. К числу аргирофильных волокон также относят преколлагеновые волокна, которые представляют собой начальную форму образования коллагеновых волокон, однако ретикулярные волокна, по сравнению с преколлагеновыми, содержат серу, липиды и углеводы в высокой концентрации. В частности, ретикулярные волокна содержат 6—12 % гексоз против 1 % гексоз в коллагеновых волокнах (в отличие от ретикулярных, коллагеновые волокна содержат коллаген I типа, а не III типа). Ретикулярные волокна также красятся положительно при ШИК-реакции за счёт углеводных цепей, как и при импреграции солями серебра. Из-за малого диаметра ретикулярные волокна при окрашивании сириусом красным и визуализации с помощью поляризационной микроскопии приобретают зелёный цвет.
Ретикулярные волокна формируют тонкие, рыхло упакованные фибриллы, в которых отдельные волокна связаны друг с другом мостиками, сформированными протеогликанами и гликопротеинами. Фибриллы под электронным микроскопом имеют не всегда хорошо выраженную исчерченность с периодом от 64 до 67 нм. По растяжимости ретикулярные волокна занимают промежуточное положение между коллагеновыми и эластическими.

## Функции
Ретикулярные волокна не являются уникальными только для ретикулярной ткани, но именно в ней являются доминирующими. Ретикулярные волокна наиболее многочисленны в гладких мышцах, эндоневрии и строме кроветворных органов (селезёнки, лимфатических узлов, красного костного мозга), в которых они образуют ниши для развития клеток крови. Важную роль в формировании кроветворных ниш играют ретикулярные клетки, которые секретируют факторы роста, необходимые для определённых направлений развития гемопоэтических клеток. Ретикулярные волокна также образуют сеть вокруг клеток некоторых паренхиматозных органов, таких как печень и эндокринные железы. За счет рыхлого расположения и малого диаметра ретикулярные волокна образуют гибкую сеть в органах, которые претерпевают изменение формы и объёма: артерии, селезёнка, печень, матка, мышцы, обеспечивающие перистальтику кишечника.
При генетически обусловленном дефиците коллагена III типа развивается синдром Элерса — Данлоса IV типа, при котором происходят разрывы структур, богатых ретикулярными волокнами, прежде всего артерий и кишечника.